# Avenue du Général-Gallieni (Villemomble)
Pour les articles homonymes, voir Avenue du Général-Gallieni.
L'avenue du Général-Gallieni est un des axes du centre historique de Villemomble. Elle suit le tracé de la route départementale 10.

## Situation et accès

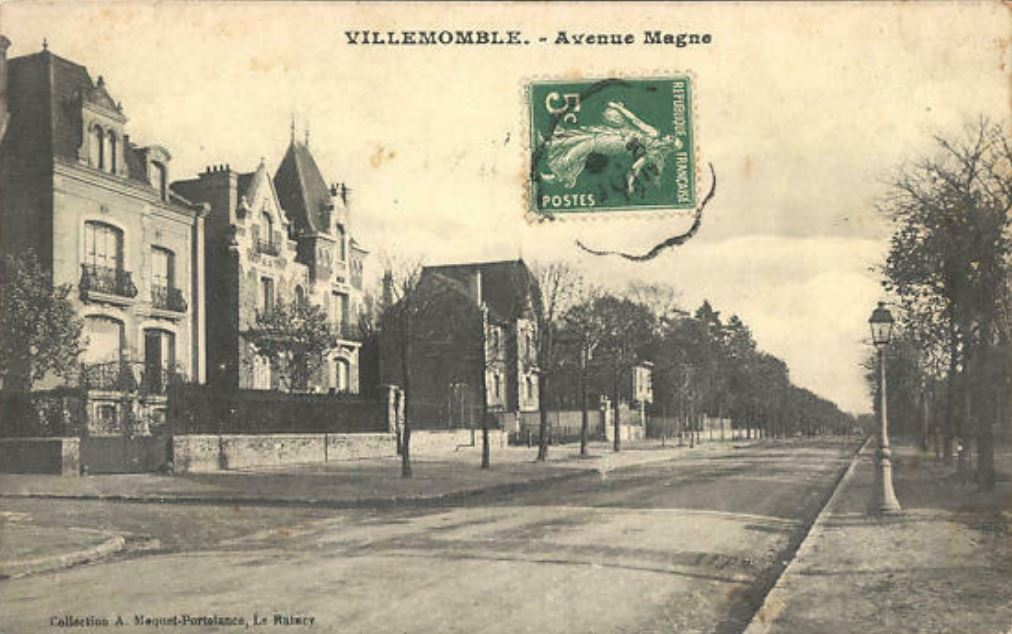
Villemomble, l'avenue Magne.

Partant de la place de la Gare, cette avenue se dirige en ligne droite vers le nord-ouest.
Elle se termine à la ligne 4 du tramway d'Île-de-France.
Elle est desservie par la gare des Coquetiers.

## Origine du nom

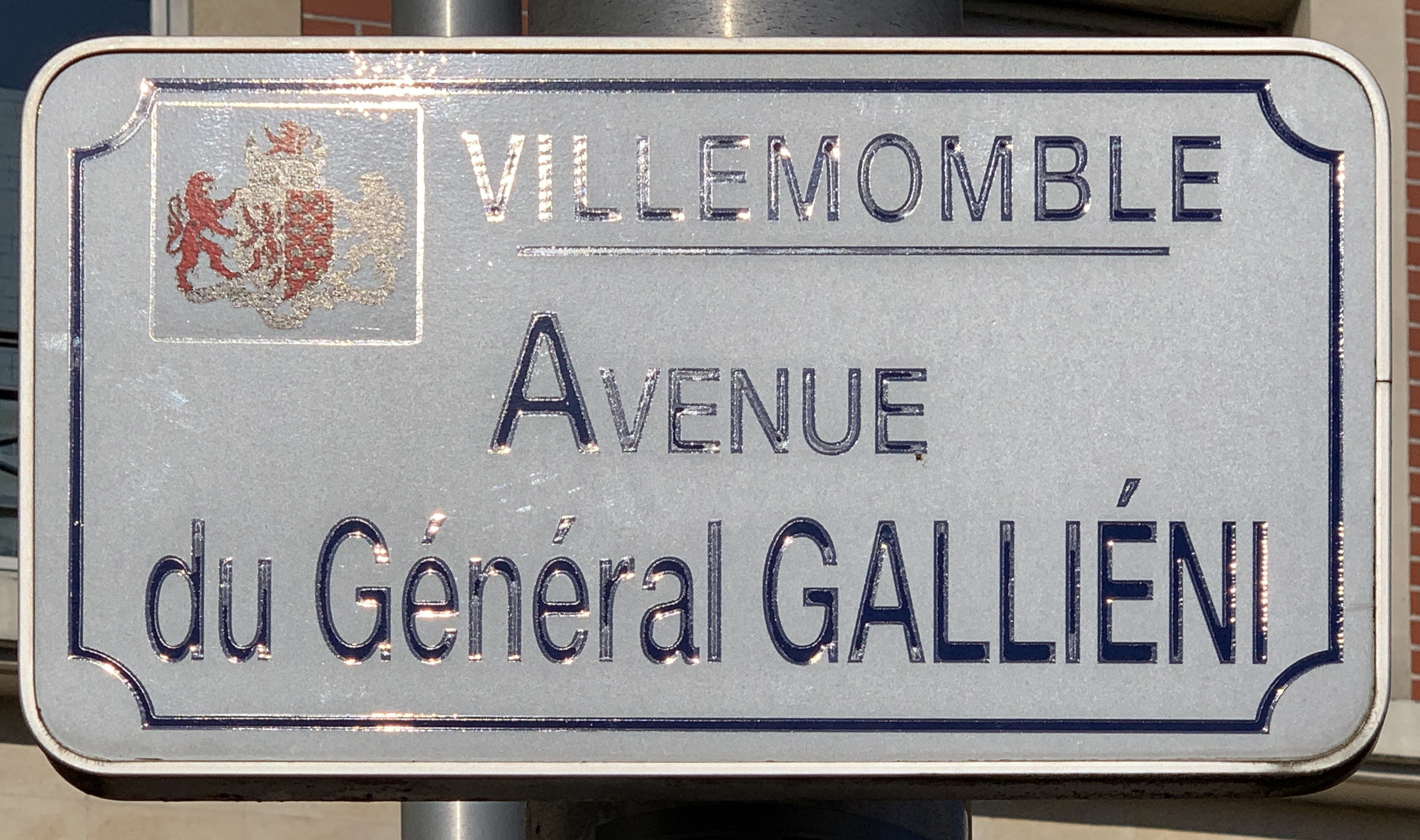
Plaque de l'avenue.

Le nom de cette avenue rend hommage à Joseph Gallieni, né le 24 avril 1849 à Saint-Béat, mort le 27 mai 1916 à Versailles, militaire et administrateur colonial français, qui s'illustra pendant la première guerre mondiale en réquisitionnant les taxis parisiens lors de la bataille de l'Ourcq.

## Historique

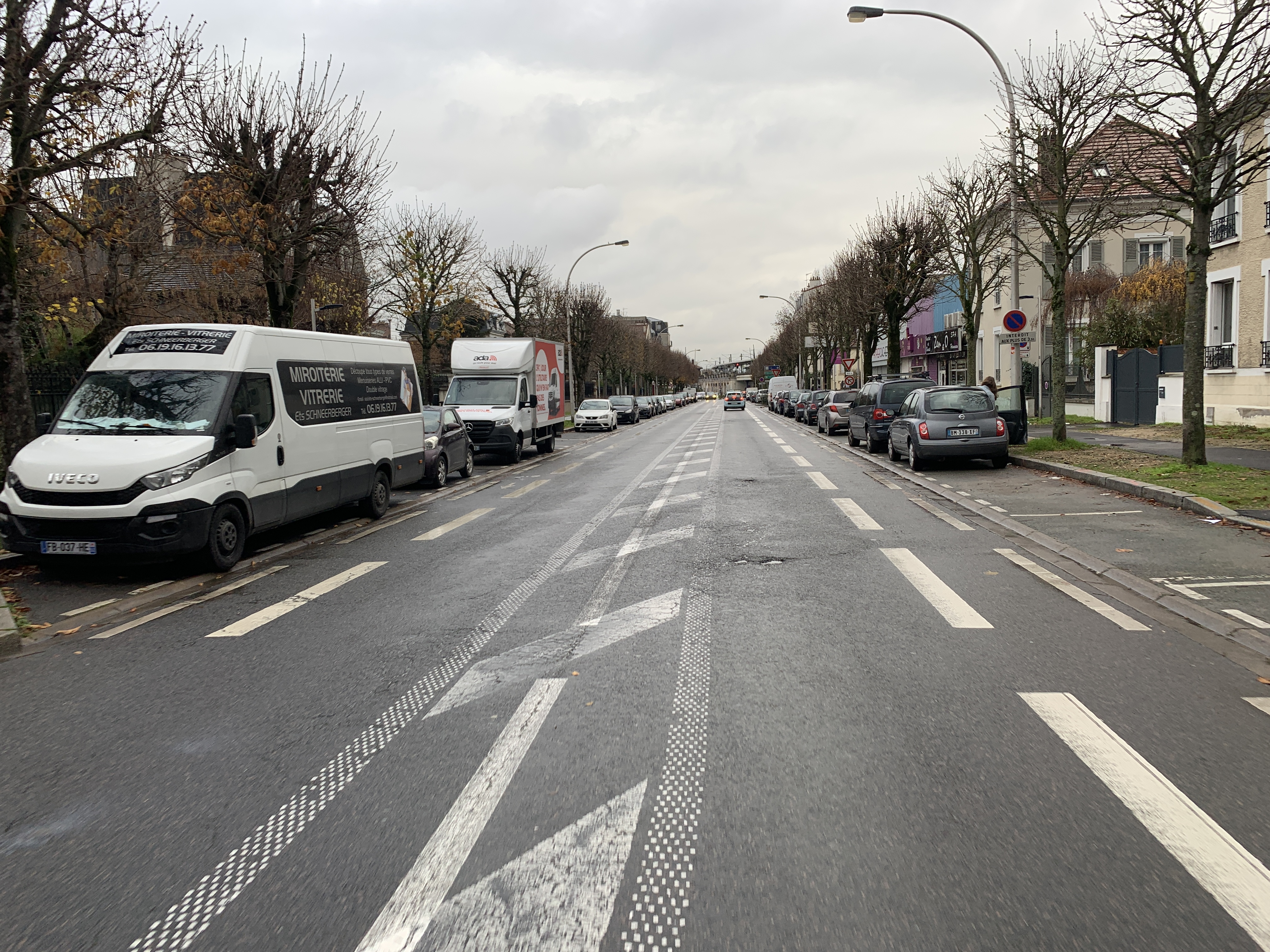
L'avenue en décembre 2020.

Cette avenue s'est tout d'abord appelée « avenue Magne », du nom de Pierre Magne, Liste des ministres français des Travaux publics. Elle est renommée « boulevard de Villemomble » en 1881, puis reprend le nom d’« avenue Magne » en 1884 avant de prendre sa dénomination actuelle en 1918.

## Bâtiments remarquables et lieux de mémoire
- Gare du Raincy - Villemomble - Montfermeil